# Nancy Flores Páucar
Nancy Flores Páucar fue una mayor de la Policía Nacional del Perú (PNP) y oficial piloto, abatida por remanentes senderistas en el transcurso de una operación de rescate. Actualmente, el aeropuerto de Mazamari recibe su nombre.

## Biografía
Nació el 14 de abril de 1979. Estudió en el Colegio Santo Domingo de Guzmán. Fue parte de operaciones de erradicación de narcóticos junto a la DEA.
Fue parte de la Operación Libertad (destinada a la liberación de rehenes del Gas de Camisea secuestrados por remanentes senderistas en Kepashiato). Flores fue destinada como copiloto a un helicóptero UH-1H-Huey I que transportaba una patrulla. Al llegar al lugar, el 12 de abril del 2012, su helicóptero fue atacado por francotiradores senderistas, resultando abatida a la par que el piloto Roberto Samos, el suboficial Luis Guerrero y Elver Huamán Corinti, que actuaba de guía, resultaron heridos.
Fue ascendida póstumamente de capitana a mayor de la PNP. Su asesino, Rolando Cabezas Figueroa, el "Camarada William", miembro principal de la organización subversiva y principal francotirador, fue abatido posteriormente por miembros de la policía y el ejército en el transcurso de una operación especial en septiembre del 2012.
El aeródromo de Mazamari, al ser convertido en aeropuerto, recibió su nombre, además de un hangar en El Callao.  En La Molina, se inauguró un monumento en homenaje.